# Early Bluff
Das Early Bluff ist ein hohes Felsenkliff im westantarktischen Marie-Byrd-Land. Es ragt an der Südseite der Kohler Range und östlich des Kohler-Gletschers auf, wo dieser vom Smith-Gletscher abzweigt.
Der United States Geological Survey kartierte das Kliff anhand eigener Vermessungen und Luftaufnahmen der United States Navy aus den Jahren von 1959 bis 1966. Das Advisory Committee on Antarctic Names benannte es 1967 nach Thomas Oren Early (* 1943), Geologe des United States Antarctic Research Program zur Erkundung des Marie-Byrd-Lands von 1966 bis 1967.